# Gottlieb Konráðsson
Gottlieb Gunnar Konráðsson (ur. 9 lutego 1961 w Ólafsfjörður) – islandzki biegacz narciarski.

## Kariera
W 1971 wygrał mistrzostwa miasta w kategorii 9-10 lat na 2 km z czasem 9:11.
W juniorskich mistrzostwach kraju po raz pierwszy wystąpił w wieku 12 lat.
W 1975 wygrał mistrzostwa kraju w kategorii 13-14 lat na 5 km z czasem 24:11.
Gdy miał 15 lat wyjechał do Szwecji, by poprawić swoje umiejętności. Po trzech latach wrócił.
Wziął udział w igrzyskach zimowych w 1984, na których wystartował w biegu na 15 i 30 km. Na krótszym dystansie był 55. z czasem 46:37,8, a na dłuższym zajął 39. miejsce z czasem 1:37:48,2. Był najstarszym islandzkim biegaczem narciarskim na tych igrzyskach.
Planował wystąpić na igrzyskach zimowych w 1988, ale nie było go stać na sfinansowanie wyjazdu.

## Życie prywatne
Jest synem Konráða Gottliebssona i Svavy Friðriksdóttir.